# Wrong Turn (2021)
Wrong Turn (originalt kend som Wrong Turn: The Foundation) er en gyserfilm fra 2021 instrueret af Mike P. Nelson og skrevet af Alan McElroy.

## Medvirkende
- Charlotte Vega som Jen
- Adain Bradley som Darius Clemons
- Bill Sage som Venable
- Emma Dumont som Milla D'Angelo
- Dylan McTee som Adam Lucas